# Platformsøkonomi
Platformsøkonomi er et eksempel på et tosidet marked og betegner de forskellige forretningsmodeller og økonomiske udvekslinger, der er baserede på en platform, der fungerer som mellemled mellem en bruger og en ejer. Der vil typisk være tale om internetbaserede platformsøkonomier. Af andre begreber, der nogle gange bruges om disse typer platformsbaserede udvekslingsformer, er "on-demand economy" samt fsva. de tjenester, der involverer køb af arbejdskraft, "gig economy".

## Platformsøkonomi og deleøkonomi
Begrebet platformsøkonomi anvendes ofte som synonym med deleøkonomi. Det kan dog diskuteres om de to begreber er helt identiske, eller udtrykket platformsøkonomi i realiteten er bredere. Eksempelvis betragtes internetplatforme som Den Blå Avis og eBay ikke normalt som deleøkonomiske koncepter (i stedet for at stille et aktiv en person ejer men ikke bruger til rådighed for andre mod betaling, formidler de helt traditionelt køb og salg af brugte varer), men bør givetvis betegnes som internetplatforme og derved en del af platformsøkonomien.

## Eksempler på platformsøkonomiske koncepter
Blandt de mest kendte platformsøkonomiske koncepter kan nævnes fx Uber, Airbnb og danske GoMore. 

## Omfang
I en dansk sammenhæng har Dansk Erhverv opgjort danskernes køb via deleøkonomien - der som nævnt ofte bruges synonymt med platformsøkonomien - til ca. 1 mia. kr. årligt (2016), og at knap hver tiende voksne dansker bruger deleøkonomiske tjenester